# NGC 7785
NGC 7785 (другие обозначения — PGC 72867, UGC 12841, MCG 1-60-49, ZWG 407.75, KARA 1045) — эллиптическая галактика (E5) в созвездии Рыбы.
Этот объект входит в число перечисленных в оригинальной редакции «Нового общего каталога».